# محمد أبو معتوق
محمد أبو معتوق هو كاتب، وروائي، ومسرحي سوري ولد في حي المغاير بحلب في عام 1950م، حصل على شهادة بكالوريوس في اللغة العربية من جامعة حلب عام 1975م. وهو عضو في اتحاد الكتاب منذ 1981م. وصدر له العديد من المسرحيات والروايات.

## أعماله
- التغريبة المعاكسة.
- جبل الهتافات الحزين - 1992م.
- شجرة الكلام 1990م.
- الأسوار- 1994م.
- القمقم والجني - 2008م.